# Rousay

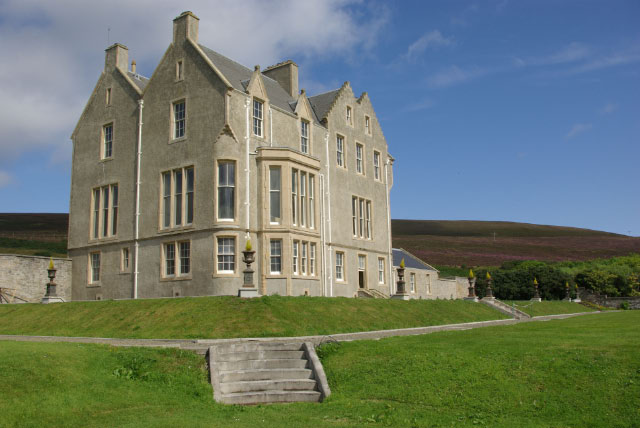
Trumland House.

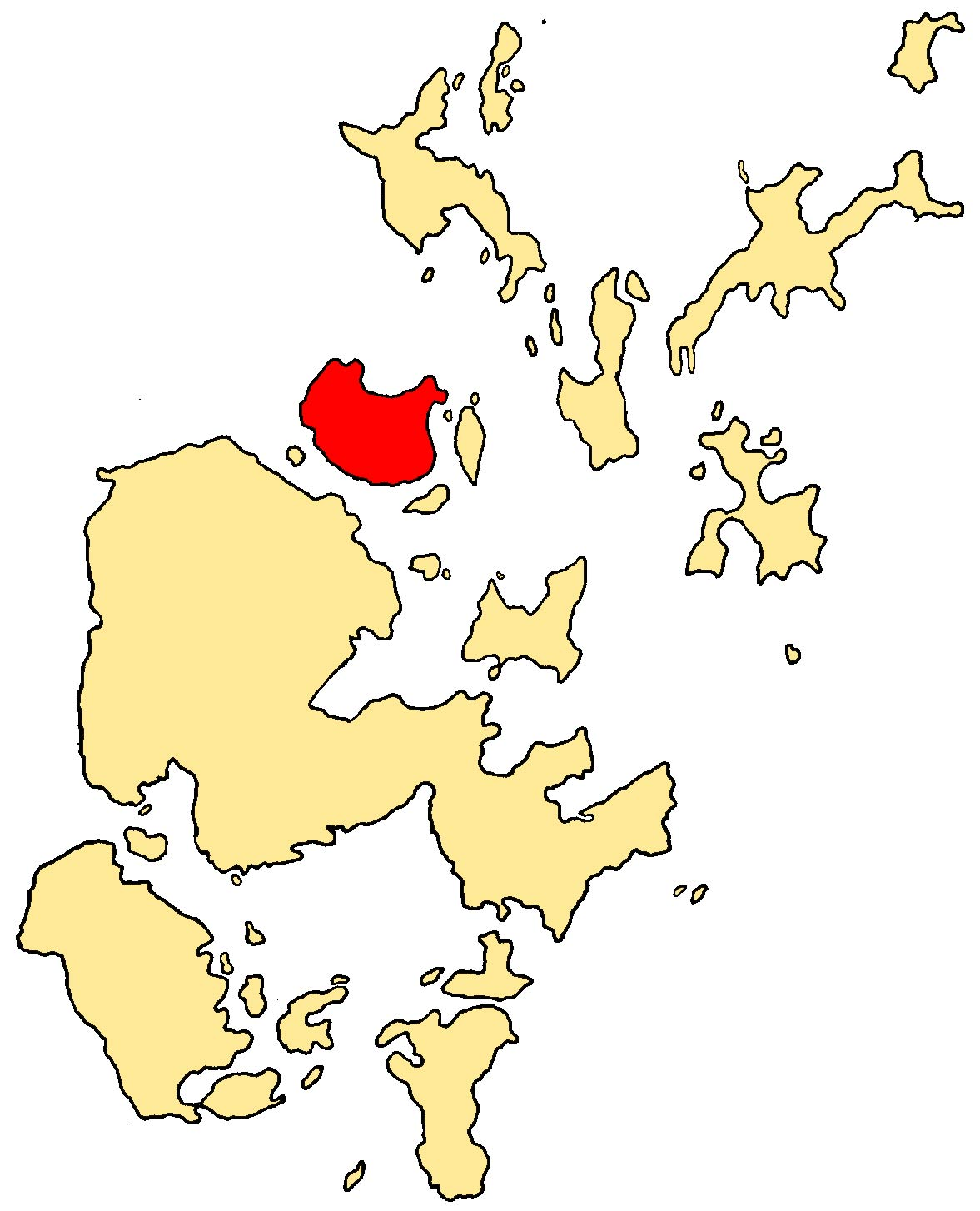
Rousay markerat med rött på en karta över Orkneyöarna.

Rousay (fornnordiska: Hrólfs-øy, Rolfs ö) är en liten men bergig ö belägen cirka 3 kilometer från den norra delen av Orkneyöarnas största ö Mainland, i Skottland. Ön har fått smeknamnet Nordens Egypten eftersom det gjorts ett antal arkeologiska utgrävningar. År 2001 bodde det totalt 212 personer på ön.